# Kazahstan
Kazahstan, uradno Republika Kazahstan, je čezkontinentalna država, ki večinoma leži v Srednji Aziji, najbolj zahodni deli pa so v Evropi. Je deveta največja država in največja celinska država na svetu s površino 2.724.900 kvadratnih kilometrov. Kazahstan je ekonomsko najpomembnejša država v Srednji Aziji, saj ustvari 60 % BDP regije, predvsem s svojo naftno in plinsko industrijo. Ima tudi ogromno zalogo mineralnih virov.
Kazahstan je uradno demokratična, laična, enotna, ustavna republika z raznoliko kulturno dediščino. Meji na Rusijo, Kitajsko, Kirgizistan, Uzbekistan in Turkmenistan. Velik del meje na jugozahodu države poteka čez Kaspijsko jezero. V najbližji točki sta si z  Mongolijo le 37 kilometrov narazen. Relief Kazahstana sestavljajo ravnice, stepa, tajga, skalni kanjoni, hribi, delte, zasnežene gore in puščava. V Kazahstanu je leta 2018 po ocenah živelo 18,3 milijona ljudi. Gostota prebivalstva je med najnižjimi in znaša manj kot 6 ljudi na kvadratni kilometer. Od osamosvojitve leta 1997 je glavno mesto Astana, ki je bilo med letoma 2019 in 2022 znano kot Nursultan po nekdanjem dolgoletnem predsedniku države. Po razpadu Sovjetske zveze so glavno mesto preselili iz največjega mesta v državi, Almatija.
Ozemlje Kazahstana je bilo zgodovinsko poseljeno z nomadskimi skupinami in imperiji. V antiki so deželo naseljevali nomadski Skiti, perzijsko Ahemenidsko cesarstvo pa se je razširilo proti južnemu ozemlju sodobne države. Turška ljudstva, nomadi, ki so sledili svojim rodovom v številne turške države, kot je Turški kaganat itd., so to državo naseljevali v vsej svoji zgodovini.
V 13. stoletju si je ozemlje pokorilo Mongolsko cesarstvo pod Džingiskanom. Do 16. stoletja so se na ozemlju današnje države oblikovale tri izrazite skupine, imenovane jüz (veje prednikov, ki so zasedali določeno ozemlje). Rusi so začeli napredovati v kazahstansko stepo v 18. stoletju, do sredine 19. stoletja pa so de jure vladali vsemu Kazahstanu kot delu Ruskega imperija. Po ruski revoluciji leta 1917 in poznejši državljanski vojni je bilo ozemlje Kazahstana večkrat preurejeno. Leta 1936 je postalo del Sovjetske zveze kot Kazahstanska Sovjetska socialistična republika.
Kazahstan je bil zadnji od sovjetskih republik, ki je razglasil neodvisnost med razpadom Sovjetske zveze leta 1991. Nursultan Nazarbajev, prvi predsednik Kazahstana, je bil označen za avtoritarnega, njegova vlada pa je bila obtožena številnih kršitev človekovih pravic, vključno z zatiranjem nestrinjanja z vladujočimi in cenzure medijev. Nazarbajev je odstopil marca 2019, vendar je bil imenovan za doživljenjskega predsednika Kazahstanskega varnostnega sveta. Ime prestolnice se je zatem spremenilo v prvotno ime.
Predsednik senata Kasim-Žomart Tokajev je Nazarbajeva nasledil na mestu predsednika. V 21. stoletju si Kazahstan prizadeva za razvoj svojega gospodarstva, zlasti svoje prevladujoče industrije ogljikovodikov. Human Rights Watch pravi, da »Kazahstan močno omejuje svobodo zbiranja, govora in vere« . Druge organizacije za človekove pravice redno opisujejo stanje v zvezi s človekovimi pravicami v Kazahstanu kot slabo.
Kazahstanskih 131 pripadnikov etničnih skupin vključuje Kazahe (65,5 % prebivalstva), Ruse, Uzbeke, Ukrajince, Nemce, Tatare in Ujgure. Islam je vera približno 70 % prebivalstva, krščanstvo pa 26 %. Kazahstan uradno dovoljuje svobodo vere, vendar so verski voditelji, ki nasprotujejo vladi, zatirani.
Državni jezik je kazaščina, ruščina pa ima enak uradni status za vse ravni upravnih in institucionalnih namenov. Kazahstan je član Združenih narodov (ZN), STO, CIS, Šanghajske organizacije za sodelovanje (ŠO), Evroazijske ekonomske unije, CSTO, OVSE, OIC in TURKSOY.

## Etimologija
Ime Kazah izvira iz starodavne turške besede qaz, 'potepanje', kar odraža nomadsko kulturo Kazahov.  Izraz kozak je istega izvora. Perzijska pripona -stan pomeni 'dežela' ali 'kraj', zato lahko Kazahstan dobesedno prevedemo kot 'dežela potepuhov'.
Čeprav se izraz tradicionalno nanaša samo na etnične Kazahe, vključno s tistimi, ki živijo na Kitajskem, v Rusiji, Turčiji, Uzbekistanu in drugih sosednjih državah, se izraz Kazah vedno pogosteje uporablja za vsakega prebivalca Kazahstana, vključno z ne-kazahi.

## Zgodovina
Kazahstan je bil naseljen že od paleolitika . Živinoreja se je razvila med neolitikom, saj sta podnebje in teren regije najbolj primerna za nomadski življenjski slog.
Kazahstansko ozemlje je bilo ključni sestavni del evroazijske trgovske Stepske poti, prednice kopenske Svilne ceste. Arheologi verjamejo, da so ljudje najprej udomačili konja (tj. ponija) v obsežnih stepah regije. Srednja Azija je bila v zadnjih prazgodovinskih obdobjih naseljena s skupinami, kot je morda proto-indoevropska kultura Afanasjevo , poznejših zgodnjih indo-iranskih kultur, kot sta Andronovo in poznejšimi indo-Iranci, kot so Saki in Masageti . Druge skupine so vključevale nomadske Skite in perzijsko Ahemenidsko cesarstvo na južnem ozemlju sodobne države. Leta 329 pred našim štetjem so se Aleksander Veliki in njegova makedonska vojska borili v bitki pri Jahartesu proti Sakijem ob reki Jahartes, danes znani kot Sir Darja ob južni meji sodobnega Kazahstana.

### Kazaški kanat
| Mladi džuz | Srednji džuz | Veliki džuz |

Kumani so v stepe sodobnega Kazahstana vstopili okoli zgodnjega 11. stoletja, kjer so se pozneje povezali s Kipčaki in ustanovili obsežno kumansko-kipčansko konfederacijo. Medtem ko sta starodavni mesti Taraz (Aulie-Ata) in Hazrat-e Turkestan dolgo služila kot pomembni postaji ob Svilni cesti, ki je povezovala Azijo in Evropo, se je resnična politična konsolidacija začela šele z mongolsko vladavino v začetku 13. stoletja. Pod Mongolskim cesarstvom, največjim v svetovni zgodovini, so bila ustanovljena upravna okrožja. Ta so na koncu prišla pod oblast nastajajočega Kazaškega kanata (Kazahstan).
V tem obdobju so v stepi še naprej prevladovali tradicionalno nomadsko življenje in živinorejsko gospodarstvo. V 15. stoletju se je med turškimi plemeni začela pojavljati izrazita kazaška identiteta, postopek, ki se je sredi 16. stoletja utrdil s pojavom kazaškega jezika, kulture in gospodarstva.
Kljub temu je bila regija žarišče čedalje večjih sporov med domačimi kazaškimi emirji in sosednjimi perzijsko govorečimi ljudstvi na jugu. Na svojem vrhuncu je kanat vodil dele Ssrednje Azije in nadzoroval Kumanijo. Do začetka 17. stoletja se je Kazaški kanat boril z vplivi plemenskih rivalstev, ki so učinkovito razdelila prebivalstvo na Veliko, Srednjo in Malo hordo (jüz – 'džuz'). Politična razpletenost, plemenska rivalstva in vse manjši pomen čezmejnih trgovskih poti med vzhodom in zahodom so oslabili Kazaški kanat. Hivski kanat je izkoristil to priložnost in zavzel polotok Mangišlak. Uzbeška vladavina je tam trajala dve stoletji, do ruskega prihoda.
V 17. stoletju so se Kazahi borili proti Ojratom, federaciji zahodnih mongolskih plemen, vključno z Dzungari. Začetek 18. stoletja je zaznamoval zenit Kazaškega kanata. V tem obdobju je Mala Horda sodelovala v vojni 1723–1730 proti Dzungarskem kanatu, po njihovi »veliki nesreči« invaziji na kazaška ozemlja.Pod vodstvom Abul Kair kana so Kazahi dobil večje zmage nad Dzungarji pri reki Bulanti leta 1726 in v bitki pri Anrakaju leta 1729.
Ablaj kan je sodeloval v najpomembnejših bitkah proti Dzungarjem od 1720-ih do 1750-ih, za kar ga je ljudstvo razglasilo za batira ('heroja'). Kazahi so trpeli zaradi pogostih napadov volških Kalmikov. Kokandski kanat je izkoristil šibkost kazaških džuzov po napadih na Džungarje in Kalmike ter osvojil sedanji jugovzhodni Kazahstan, vključno z Almatijem, formalno prestolnico v prvi četrtini 19. stoletja. Tudi Buharski emirat je vladal Šimkentu, preden so Rusi prevzeli prevlado.

### Ruski imperij
V prvi polovici 18. stoletja je Rusko cesarstvo zgradilo linijo Irtiš, serijo šestinštirideset utrdb in devetinšestdesetih redut, vključno Omsk (1716), Semipalatinsk (1718), Pavlodar (1720), Orenburg (1743) in Petropavlovsk (1752), da bi preprečili napade Kazahov in Ojratov na rusko ozemlje. V poznem 18. stoletju so Kazahi izkoristili Pugačev upor, ki je bil osredotočen na območje Volge, kjer so napadli ruske in volške nemške naselbine. Ruski imperij je v 19. stoletju začelo širiti svoj vpliv v Srednjo Azijo. Obdobje Velike igre na splošno velja za približno 1813 do Anglo-ruske konvencije iz leta 1907. Carji so dejansko vladali nad večino ozemlja, ki je pripadalo sedanji republiki Kazahstan.
Ruski imperij je uvedel sistem upravljanja in zgradil vojaške garnizone in vojašnice, da bi ustanovil prisotnost v Srednji Aziji v tako imenovani Veliki igri za prevlado na območju proti Britanskemu imperiju, ki je svoj vpliv širil iz južne Indije v jugovzhodno Azijo. Rusija je leta 1735 zgradila prvo izpostavo Orsk. Uvedla je ruski jezik v vse šole in vladne organizacije.
Ruska prizadevanja za vsiljevanje svojega sistema so vzbudila ogorčenje s strani Kazahov in do 1860-ih so se nekateri Kazahi uprli ruski vladavini. Motila je tradicionalni nomadski življenjski slog in živinorejsko gospodarstvo, ljudje pa so trpeli lakoto in stradanje, nekaj kazahških plemen je propadlo. Kazaško nacionalno gibanje, ki se je začelo v poznem 19. stoletju, si je prizadevalo ohraniti materni jezik in identiteto, tako da se je uprlo poskusom Ruskega imperija, da bi jih asimilirali in zadušili.
Od 1890-ih let naprej je vse večje število naseljencev iz Ruskega imperija začelo kolonizirati ozemlje današnjega Kazahstana, zlasti provinco Semirečje. Ko je bila leta 1906 dokončana Transaralska železnica od Orenburga do Taškenta, se je število naseljencev še povečalo. Posebej ustanovljen oddelek za migracije (Переселенческое Управление) v Sankt Peterburgu je nadziral in spodbujal migracije, da bi razširil ruski vpliv na tem območju. V 19. stoletju se je v Kazahstan priselilo približno 400.000 Rusov, v regiji pa se je v prvi tretjini 20. stoletja priselilo približno milijon Slovanov, Nemcev, Judov in drugih. Vasile Balabanov je bil skrbnik, ki je bil odgovoren za preselitev v večjem delu tega obdobja.
Konkurenca za zemljo in vodo, ki je nastala med Kazahi in prišleki, je v zadnjih letih Ruskega imperija povzročila veliko ogorčenje proti kolonialni vladavini. Najbolj resna vstaja, srednjeazijski upor, se je zgodila leta 1916. Kazahstan je napadel ruske in kozaške naseljence in vojaške garnizone. Upor je povzročil vrsto spopadov in brutalne poboje, ki sta jih zagrešili obe strani. Obe strani sta se uprli komunistični vladi do konca leta 1919.

### Sovjetska zveza
Po propadu centralne vlade v Petrogradu novembra 1917 so Kazahi (takrat v Rusiji uradno imenovani Kirgiz) doživeli kratko obdobje avtonomije (Alaševa avtonomija), da bi na koncu podlegli vladavini boljševikov. 26. avgusta 1920 je bila ustanovljena Kirgiška avtonomna socialistična sovjetska republika v okviru Ruske federativne socialistične republike (RSFSR). Kirgiška ASSR je vključevala ozemlje današnjega Kazahstana, njegovo upravno središče pa je bilo mesto Orenburg, v katerem so živeli pretežno Rusi. Junija 1925 se je Kirgiška ASSR preimenovala v Kazaška ASSR, njeno upravno središče pa je bilo preneseno v mesto Kizilord, aprila 1927 pa v Almati.
Sovjetska represija tradicionalne elite je skupaj s prisilno kolektivizacijo v poznih 1920-ih in 1930-ih prinesla lakoto in visoke smrtne žrtve, kar je vodilo v nemire (glej tudi: Lakota v Kazahstanu 1932–33). V tridesetih letih 20. stoletja so bili nekateri člani kazahstanske kulturne družbe usmrčeni - kot del političnih represalij, ki jih je v Moskvi vodila sovjetska vlada.
5. decembra 1936 se je Kazaška avtonomna sovjetska socialistična republika (katere ozemlje do tedaj ustreza ozemlju sodobnega Kazahstana) ločila od Ruske sovjetske federativne socialistične republike (RSFSR) in je postala polnopravna zvezna republika ZSSR, ena od enajstih takšnih republik v tistem času, skupaj s Kirgiško sovjetsko socialistično republiko.
Republika je bila ena od destinacij za izgnane in obsojene osebe, pa tudi za množično naselitev ali deportacije, ki so jih osrednje oblasti ZSSR izvajale v 1930-ih in 1940-ih, na primer približno 400.000 Povolških Nemcev, deportiranih iz Povolške nemške avtonomne sovjetske socialistične republike v septembra – oktobra 1941, nato pa Grki in krimski Tatari. Deportirani in ujetniki so bili internirani v nekaterih največjih sovjetskih delovnih taboriščih (Gulag), vključno s taboriščem ALZhIR zunaj Astane, ki je bilo rezervirano za žene moških, ki so veljali za 'sovražnike ljudstva' . Mnogi so se preselili zaradi politike preseljevanja prebivalstva v Sovjetski zvezi, drugi pa so bili v Sovjetski zvezi prisiljeni v prisilna naselja.
Sovjetsko-nemška vojna (1941–1945) je v podporo vojnim prizadevanjem povečala industrializacijo in pridobivanje rudnin. V času smrti voditelja ZSSR Josipa Stalina leta 1953 pa je imel Kazahstan še vedno močno kmetijsko gospodarstvo. Leta 1953 je sovjetski voditelj Nikita Hruščov sprožil Kampanjo Deviških polj, namenjeno spreminjanju tradicionalnih pašnikov Kazahstana v veliko pridelovalnico žita za Sovjetsko zvezo. Politika Deviških polj je prinesla mešane rezultate. Vendar pa je skupaj s poznejšimi modernizacijami sovjetskega voditelja Leonida Brežnjeva (na oblasti 1964–1982) pospešil razvoj kmetijskega sektorja, ki ostaja vir preživetja za velik odstotek kazahstanskega prebivalstva. Kazahi so zaradi desetletij pomanjkanja, vojn in ponovne naselitve do leta 1959 postali manjšina v državi, ki je predstavljala 30 % prebivalstva. Etnični Rusi so predstavljali 43 % .
Leta 1947 je vlada ZSSR v okviru svojega projekta atomske bombe v bližini severovzhodnega mesta Semipalatinsk ustanovila testno mesto za atomsko bombo, kjer je bil leta 1949 izveden prvi sovjetski preskus jedrske bombe. Do leta 1989 je bilo izvedenih na stotine jedrskih testov, ki so imeli negativne ekološke in biološke posledice . Protijedrsko gibanje v Kazahstanu je postalo glavna politična sila v poznih 1980-ih.
Decembra 1986 so v Almatiju potekale množične demonstracije mladih etničnih Kazahov, pozneje imenovanih izgredi Jeltoksan, ki so protestirali nad zamenjavo prvega sekretarja Komunistične partije Kazahstanske republike Dinmukhameda Konajeva z Genadijem Kolbinom iz ruske SFSR. Vladne čete so zatrle nemire, več ljudi je bilo ubitih, veliko protestnikov pa je bilo zaprtih. V slabih dneh sovjetske vladavine je nezadovoljstvo še naprej raslo in se izražalo pod politiko glasnosti sovjetskega voditelja Mihaila Gorbačova.

### Neodvisnost
25. oktobra 1990 je Kazahstan razglasil svojo suverenost na svojem ozemlju kot republika v Sovjetski zvezi. Potem ko je avgusta 1991 prekinjen poskus državnega udara v Moskvi, je Kazahstan 16. decembra 1991 razglasil neodvisnost in tako postal zadnja sovjetska republika, ki je razglasila neodvisnost. Deset dni kasneje je Sovjetska zveza sama prenehala obstajati.
Prvi predsednik države Kazahstan Nursultan Nazarbajev je postal prvi predsednik države. Nazarbajev je vladal avtoritarno, za kar so nekateri menili, da je v prvih letih osamosvojitve bilo potrebno. Poudarek je bil na pretvorbi gospodarstva države v tržno gospodarstvo, politične reforme pa so zaostajale za dosežki v gospodarstvu. Do leta 2006 je Kazahstan ustvaril 60 % BDP Srednje Azije, predvsem s svojo naftno industrijo.
Leta 1997 je vlada glavno mesto preselila v Astano (preimenovana v Nursultan 23. marca 2019) iz Almatija, največjega kazahstanskega mesta, ki je bilo ustanovljeno v okviru Sovjetske zveze.

## Geografija
Ker se razprostira na obeh straneh reke Ural, ki velja za ločnico z evropsko celino, je Kazahstan ena izmed samo dveh celinskih držav na svetu, ki ima ozemlje na dveh celinah (drugi je Azerbajdžan).
Kazahstan leži v Srednji Aziji. Obsega dele Turanskega nižavja, Srednjekazaško višavje južni del Zahodnisibirskega nižavja, del Prikaspijskega nižavja in odrastke srednjeazijskih gorovij.
Turansko nižavje je puščavska in polpuščavska ravnina z na zahodu rahlo dvignjeno Ustjurtsko planoto. Je velika tektonska udorina v kateri so se v terciarju odlagale usedline plitvega morja, ki se je skrčilo na današnje Kaspijsko in Aralsko jezero. V osrednjih deli so danes obsežne puščave s slanimi kotanjami (Kizilkum, Mujunkum). Mestoma so vetrovi v pleistocenu nanosili rodovitno puhlico, kjer je tudi poselitev najgostejša.
Srednjekazaško višavje je staro hribovje iz kristalinskih kamnin, bogatih z rudami, z najvišjim vrhom Aksoran (1565 m).
Prikaspijsko nižavje je večinoma pod morsko gladino. Je ravna ilovnata puščava med rekama Volgo in Ural.
Na vzhodu v Kazahstan sežejo deli srednjeazijskih gorovij Tjanšan z najvišjim vrhom Han Tängiri (7010 m), Džungarski Alatau, Tarbagataj in Altaj.
Kazahstan je s površino 2.700.000 kvadratnih kilometrov, ki je enakovredna zahodni Evropi, deveta največja država na svetu in največja zaprta država na svetu. Medtem ko je bil del Sovjetske zveze, je Kazahstan del svojega ozemlja izgubil v kitajski avtonomni pokrajini Xinjiang, del pa v Uzbekistanski avtonomni republiki Karakalpakstan.
Meji 6846 kilometrov z Rusijo, 2203 kilometrov z Uzbekistanom, 1533 kilometrov s Kitajsko, 1051 kilometrov s Kirgizistanom in 379 kilometrov s Turkmenistanom. Velika mesta so Astana, Almati, Karagandi, Šimkent, Atirau in Oskemen. Leži med zemljepisnimi širinami 40 ° in 56 ° S, ter dolžinama 46 ° in 88 ° E. Medtem ko leži predvsem v Aziji,  majhen del Kazahstana leži tudi zahodno od Urala v vzhodni Evropi .
Kazahstanski teren se razprostira v smeri zahod–vzhod od Kaspijskega jezera do gorovja Altaj in v smeri sever–jug od ravnin Zahodne Sibirije do oaz in puščav Srednje Azije. Kazaška stepa (planota) s površino okoli 804.500 kvadratnih kilometrov zavzema tretjino države in je največje območje suhih step na svetu. Za stepo so značilne velike površine travinja in peščenih območij. Glavna jezera in reke so Aralsko jezero, Balhaško jezero in jezero Zajsan, reka Čarin s sotesko ter reke Ili, Irtiš, Išim, Ural in Sir Darja.
Kanjon Čarin je dolg 80 kilometrov, prečka planoto rdečega peščenjaka vzdolž reke Čarin v severnem Tjanšanu ('Nebeško gorovje', 200 km vzhodno od Almatija) na 43°21′1.16″N 79°4′49.28″E / 43.3503222°N 79.0803556°E. Strma pobočja kanjona, stebri in oboki se dvigajo na višine med 150 in 300 metri. Nedostopnost kanjona je bila varno zatočišče za redko drevo jesen (Fraxinus sogdiana), ki je preživelo tam ledeno dobo in ga zdaj gojijo tudi na nekaterih drugih območjih. Krater Bigač, na 48°30′N 82°00′E / 48.500°N 82.000°E
je pliocenski ali miocenski asteroidni krater, premera 8 km in ocenjen na starost 5 ± 3 milijone let.

### Naravni viri
Kazahstan ima veliko zalog dostopnih virov mineralnih in fosilnih goriv. Razvoj pridobivanja nafte, zemeljskega plina in rudnin je od leta 1993 v Kazahstanu pritegnil večino več kot 40 milijard dolarjev tujih naložb in predstavlja približno 57 % industrijske proizvodnje države (ali približno 13 % bruto domačega proizvoda). Po nekaterih ocenah  ima Kazahstan drugo največjo rezervo urana, kroma, svinca in cinka; tretje največje rezerve mangana; pete največje zaloge bakra in se uvršča v prvo deseterico po premogu, železu in zlatu. Je tudi izvoznik diamantov. Morda najpomembnejše za gospodarski razvoj - ima tudi trenutno 11. največje dokazane rezerve nafte in zemeljskega plina .
Skupaj je 160 nahajališč nafte z več kot 2,7 milijarde ton nafte. Raziskave nafte so pokazale, da so nahajališča na kaspijski obali le majhen del veliko večjega nahajališča. Na tem območju naj bi bilo 3,5 milijarde ton nafte in 2,5 milijarde kubičnih metrov plina. Na splošno ocena kazahstanskih naftnih nahajališč znaša 6,1 milijarde ton. Vendar pa so znotraj države le tri rafinerije, ki so v Atyrau, Pavlodaru in Šimkentu. Te ne morejo predelati skupne surove proizvodnje, zato jo veliko izvozijo v Rusijo. Po podatkih ameriške uprave za energetske informacije je Kazahstan leta 2009 proizvedel približno 1.540.000 sodčkov (245.000 m3) nafte.
Kazahstan ima tudi velika nahajališča fosforita. Eden največjih znanih je kotlina Karatau s 650 milijoni ton P2O5 in nahajališče Čilisai v Aktobinskem fosforifernem bazenu v severozahodnem Kazahstanu, z virom 500–800 milijonov ton 9 % rude.
Pobudo Extractive Industries Transparency Initiative (EITI) je 17. oktobra 2013 sprejel Kazahstan kot skladen z EITI, kar pomeni, da ima država osnovni in funkcionalen postopek za zagotavljanje rednega razkrivanja prihodkov iz naravnih virov.

### Podnebje
Kazahstan ima 'skrajno' celinsko podnebje, s toplim poletjem in zelo hladnimi zimami. Dejansko je Astana drugo najhladnejše glavno mesto na svetu za Ulan Batorjem. Padavine se razlikujejo med sušnimi in polsušnimi razmerami, pozimi so še posebej suhe .
| Lega      | julij (°C) | januar (°C) |
| --------- | ---------- | ----------- |
| Almati    | 30 / 18    | 0 /−8       |
| Šimkent   | 32 / 17    | 4 /−4       |
| Karaganda | 27 / 14    | −8 /−17     |
| Astana    | 27 / 15    | −10 /−18    |
| Pavlodar  | 28 / 15    | −11 /−20    |
| Aktobe    | 30 / 15    | −8 /−16     |

### Rastlinstvo in živalstvo
V Kazahstanu je deset naravnih rezervatov in deset narodnih parkov, ki nudijo varno zatočišče številnim redkim in ogroženim rastlinam in živalim. Navadne rastline so opnasti grahovec ('Astragalus), Gagea, luk (Allium), šaš Carex in Oxytropis; med ogroženimi rastlinskimi vrstami so domače divje jabolko (Malus sieversii), divja vinska trta (Vitis vinifera) in več vrst tulipanov (npr. Tulipa greigii) ter redke vrste čebule Allium karataviense, tudi Iris willmottiana in Tulipa kaufmanniana .
Navadni sesalci so volk, navadna lisica, stepska lisica, los, argal (največja vrsta ovac), evrazijski ris, mačka Otocolobus manul  in snežni leopard, od katerih je več zaščitenih. Kazahstanska rdeča knjiga zavarovanih vrst navaja 125 vretenčarjev, vključno s številnimi pticami in sesalci in 404 rastlin, vključno z glivami, algami in lišaji .

### Administrativne enote
Kazahstan je razdeljen na štirinajst regij (kazahstansko облыстар, oblistar; rusko области, oblasti). Območja so razdeljena na 177 okrožij (kazahstansko аудандар, aýdandar; rusko районы, rayony) . Okraji so nadalje razdeljeni na podeželska okrožja na najnižji ravni uprave, ki vključujejo vsa podeželska naselja in vasi brez pripadajoče občinske uprave .
Mesta Almati in Astana imata status 'državnega pomena' in ne pripadata nobeni regiji. Mesto Bajkonur ima poseben status, saj ga do leta 2050 daje v najem Rusiji za kozmodrom Bajkonur. Junija 2018 je mesto Šimkent postalo 'mesto republiškega pomena'.
Vsako regijo vodi akim (regionalni glavar), ki ga imenuje predsednik. Okrajne akime imenujejo regionalni akimi. Kazahstanska vlada je 10. decembra 1997 preselila glavno mesto iz Almatija (sedež pod Sovjetsko zvezo) v Astano.

#### Občine
Občine obstajajo na vsaki ravni upravne delitve v Kazahstanu. Mesta republiškega, regionalnega in okrožnega pomena so označena kot mestna naselja s sedežem v mestih; vsi drugi so označeni za podeželje. Na najvišji ravni sta mesti Almati in Astana, ki sta na administrativni ravni razvrščeni kot mesti republiškega pomena, enako regiji. Na srednji ravni so mesta regionalnega pomena na upravni ravni enaka mestni četrti. Mesta teh dveh ravni so lahko razdeljena na mestna okrožja. Na najnižji ravni so mesta okrožnega pomena, več kot dva tisoč vasi in podeželskih naselij (aul) pa so na upravni ravni enaka ravni podeželskih okrožij.

## Gospodarstvo
Kazahstan ima največje in najmočnejše gospodarstvo v Srednji Aziji. Kazahstansko gospodarstvo je ob podpori naraščajoče proizvodnje nafte in cen raslo v povprečju do 8 % letno do leta 2013, preden je v letih 2014 in 2015 prišlo do upočasnitve. Bil je prva nekdanja sovjetska republika, ki je poplačala ves svoj dolg Mednarodnemu denarnemu sklad, 7 let pred rokom.
Kazahstan ima BDP 179,332 milijarde dolarjev in letno stopnjo rasti 4,5 %. Kazahstanski BDP na prebivalca znaša 9.686 dolarjev.
Povečanje vloge Kazahstana v svetovni trgovini in osrednje pozicioniranje na novi Svilni cesti je državi omogočilo, da odpre svoje trge. Kazahstan se je leta 2015 pridružil Svetovni trgovinski organizaciji.
Drugi večji izvoz Kazahstana je pšenica, tekstil in živina. Je vodilni izvoznik urana.
Kazahstansko gospodarstvo se je v letu 2014 povečalo za 4,6 %. Država je doživela upočasnitev gospodarske rasti od leta 2014, kar je posledica padca cen nafte in posledic ukrajinske krize. Država je februarja 2014 razvrednotila svojo valuto za 19 %. Druga 22-odstotna devalvacija se je zgodila avgusta 2015.
Kazahstanski fiskalni položaj je stabilen. Vlada je še naprej sledila konzervativni fiskalni politiki z nadzorom proračunske porabe in nabiranjem prihrankov od nafte v svojem naftnem skladu - Samruk-Kazyna.
Kazahstan je dobro obvladal svetovno finančno krizo, z združevanjem fiskalne sprostitve z denarno stabilizacijo. Leta 2009 je vlada uvedla obsežne podporne ukrepe, kot sta dokapitalizacija bank in podpora nepremičninskemu in kmetijskemu sektorju, pa tudi malim in srednje velikim podjetjem.
Energetika je vodilni gospodarski sektor. Proizvodnja kondenzata surove nafte in zemeljskega plina iz bazenov nafte in plina v Kazahstanu je v letu 2012 znašala 79,2 milijona ton. Kazahstan ima približno 4 milijarde ton dokazanih obnovljivih rezerv nafte in 2000 kubičnih kilometrov plina. Glavna naftna in plinska polja ter obnovljive rezerve nafte so Tengiz s 7 milijardami sodov, Karačaganak z 8 milijardami sodov in 1350 kubičnih kilometrov zemeljskega plina in Kašagan s 7 do 9 milijard sodov.
Kazahstan je leta 1998 uvedel ambiciozen program pokojninskih reform. Pokojninska sredstva so s 1. januarjem 2012 znašala približno 17 milijard dolarjev (2,5 bilijona KZT). V državi je 11 varčevalnih pokojninskih skladov. Državni akumulacijski pokojninski sklad, edini državni sklad, je bil privatiziran leta 2006. Poenotena finančna regulativna agencija države nadzira in ureja pokojninske sklade. Naraščajoče povpraševanje po pokojninskih skladih po kakovostnih naložbenih mestih je sprožilo hiter razvoj trga dolžniških vrednostnih papirjev. Kapital pokojninskih skladov se skoraj izključno vlaga v korporativne in državne obveznice, vključno z državnimi evroobveznicami Kazahstana. Kazahstanska vlada proučuje projekt oblikovanja enotnega nacionalnega pokojninskega sklada in v njega prenese vse račune iz zasebnih pokojninskih skladov.
Bančni sistem Kazahstana se hitro razvija. Narodna banka je v kampanji za krepitev bančnega sektorja uvedla zavarovanje vlog. Zaradi motečih in slabih sredstev bančni sektor še vedno tvega, da bo izgubil stabilnost. V Kazahstanu ima sedež več velikih tujih bank, vključno z RBS, Citibank in HSBC. Kookmin in UniCredit sta pred kratkim vstopili na kazahstanski trg finančnih storitev s prevzemi in povečanjem deležev.
Kazahstan se je povzpel na 41. mesto z indeksom ekonomske svobode za leto 2018, ki sta ga objavila Wall Street Journal in The Heritage Foundation.
Kazahstansko gospodarstvo je v zadnjem desetletju v povprečju naraščalo za 8 % na strani izvoza ogljikovodikov. Kljub dolgotrajni negotovosti svetovnega gospodarstva je kazahstansko gospodarstvo stabilno.
Kitajska je eden glavnih gospodarskih in trgovinskih partnerjev Kazahstana. Leta 2013 je Kitajska začela Belt and Road Initiative (BRI), kjer ima Kazahstan pomembno vlogo tranzitnega vozlišča.

### Kmetijstvo
Kmetijstvo predstavlja približno 5 % kazahstanskega BDP. Žito, krompir, grozdje, zelenjava, melone in živina so najpomembnejše kmetijsko blago. Kmetijska zemljišča zavzemajo več kot 846.000 kvadratnih kilometrov. Razpoložljivo kmetijsko zemljišče obsega 205.000 kvadratnih kilometrov njivskih površin in 611.000 kvadratnih kilometrov pašnikov in sena. Več kot 80 % celotne površine države je uvrščeno med kmetijska zemljišča, vključno s skoraj 70 % pašnikov. Obdelovalnih površin je 1,5 hektarja na prebivalca .
Glavni proizvodi živinoreje so mlečni izdelki, usnje, meso in volna. Glavne poljščine države so pšenica, ječmen, bombaž in riž. Izvoz pšenice, ki je glavni vir trde valute, se uvršča med vodilne surovine v izvozni trgovini Kazahstana. Leta 2003 je Kazahstan zbral 17,6 milijona ton žita bruto, kar je 2,8 % več v primerjavi z letom 2002. Kazahstansko kmetijstvo ima še vedno veliko okoljskih težav zaradi slabega upravljanja v Sovjetski zvezi. Nekaj kazahstanskega vina se prideluje v gorah na vzhodu Almatija.
Za Kazahstan velja, da je eno od krajev izvora jabolk, zlasti divji prednik Malus domestica, Malus sieversii  znan kot alma. Regija, kjer naj bi nastal, se imenuje Almati: 'bogat z jabolki' . To drevo je še vedno divje v gorah Srednje Azije, na jugu Kazahstana, Kirgizije, Tadžikistana in Xinjianga na Kitajskem.

### Turizem
Kazahstan je deveta največja država po površini in največja država, ki nima dostopa do morja. Turizem danes ni pomemben sestavni del gospodarstva. Od leta 2014 je turizem predstavljal 0,3 % BDP Kazahstana, vlada pa ga namerava do leta 2020 povečati na 3 %. Glede na Poročilo Svetovnega gospodarskega foruma o potovanjih in konkurenčnosti turizma za leto 2017 je BDP v Kazahstanu 3,08 milijarde ameriških dolarjev ali 1,6 odstotka skupnega BDP. WEF je v poročilu za leto 2019 Kazahstan zasedel 80. mesto. Kazahstan je leta 2016 obiskalo 6,5 milijona turistov.
Leta 2017 se je Kazahstan po številu prihodov turistov uvrstil na 43. mesto na svetu. Turizem v Kazahstanu je 'močno nerazvit', kljub znamenitostim dramatičnih gorskih, jezerskih in puščavnih pokrajin v državi. Dejavniki, ki ovirajo povečanje turističnih obiskov, naj bi vključevali visoke cene, slabo infrastrukturo, slabo storitev in logistične težave potovanja v geografsko ogromni, nerazviti državi. Tudi za domačine lahko odhod na počitnice v tujino stane le polovico cene počitnic v Kazahstanu.
Kazahstanska vlada, dolgo označena kot avtoritarna z zgodovino kršenja človekovih pravic in zatiranja politične opozicije, je začela pobudo, imenovano Načrt za razvoj turistične industrije 2020. Cilj te pobude je ustanoviti pet turističnih grozdov v Kazahstanu: mesto Astana, mesto Almati, vzhodni Kazahstan, Južni Kazahstan in območje Zahodnega Kazahstana. Poleg tega si prizadeva za naložbe v višini 4 milijarde dolarjev in ustvarjanje 300.000 novih delovnih mest v turistični panogi do leta 2020 .
Kazahstan državljanom Armenije, Azerbajdžana, Belorusije, Gruzije, Moldavije, Kirgizije, Mongolije, Rusije in Ukrajine ponuja stalni brezvizni režim do 90 dni, državljanom Argentine, Brazilije, Ekvadorja, Srbije, Južna Koreja, Tadžikistan, Turčija, ZAE in Uzbekistana pa do 30 dni.
Kazahstan je vzpostavil brezvizni režim za državljane 54 držav, vključno z državami članicami Evropske unije in OECD, ZDA, Japonske, Mehike, Avstralije in Nove Zelandije.

## Unescova svetovna dediščina
Kazahstan ima na seznamu Unescove svetovne dediščine tri kulturne in naravne dediščine: 
- Mavzolej hodže Ahmeda Jasavija (kazaško Қожа Ахмет Яссауи кесенесі, Qoja Ahmet Iassaýı kesenesi); grobnico v mestu Turkestan so zgradili pod vladavino mongolskega emirja Timur Lenka in sodi med najbolje ohranjene zgradbe iz tistega časa.
- Petroglifi arheološkega najdišča v Tamgaliju; pri mestu Tamgali najdemo na tisoče skalnih rezbarij z ostanki naselbin in grobnic.
- Sarjarka - Stepe in jezera na severu Kazahstana; območje zajema zavarovana predela Naurzum in Korgalčin (Nauryzumsky in Korgalzhyn) ter obširno srednjeazijsko stepo. Mokrišča naravnih rezervatov so zelo pomembna za številne ptice selivke, stepa pa je domovina ogroženih vrst ptic in redke sajge.
- Hladne zimske puščave Turana; Ta transnacionalna dediščina obsega štirinajst sestavnih delov, ki jih najdemo na sušnih območjih zmernega pasu Srednje Azije med Kaspijskim jezerom in Turanskim visokim gorovjem. Območje je podvrženo ekstremnim podnebnim razmeram z zelo mrzlimi zimami in vročimi poletji ter se ponaša z izjemno pestro floro in favno, ki se je prilagodila težkim razmeram. Dediščina predstavlja tudi precejšnjo raznolikost puščavskih ekosistemov, ki se razprostirajo na razdalji več kot 1500 kilometrov od vzhoda do zahoda. Vsak od sestavnih delov dopolnjuje druge v smislu biotske raznovrstnosti, tipov puščav in tekočih ekoloških procesov.